# 신포동 (인천)

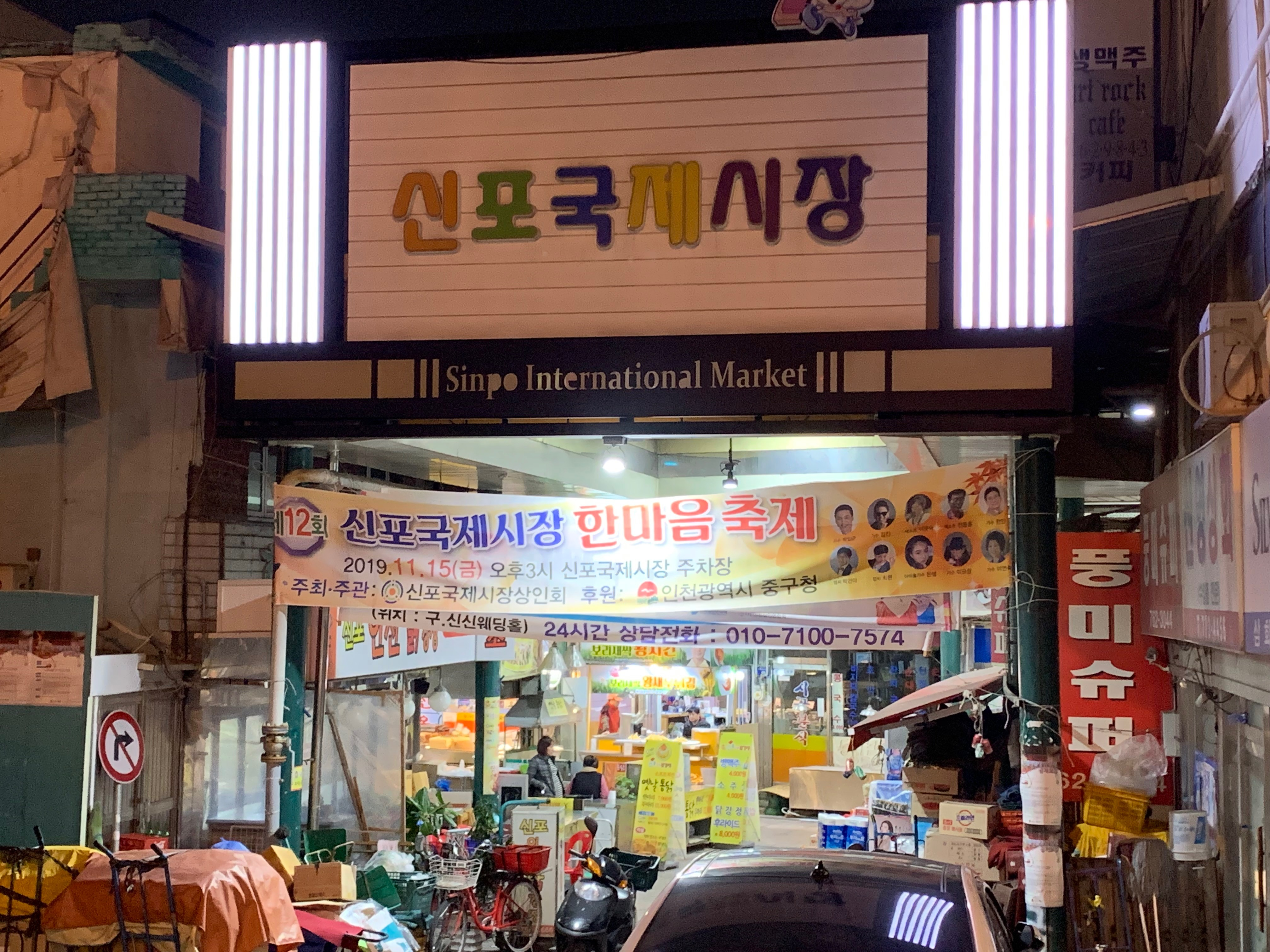
신포국제시장 전경

신포동(新浦洞)은 인천광역시 중구의 행정동이다. 대중국 교역항 및 상업·금융의 중심지로 지역관광 벨트의 한 축을 형성하고 있다.
신포동에 있는 신포국제시장은 닭강정으로 잘 알려져 있다.

## 개요
신포동은 근대 개항이후 최초로 도시화된 지역으로 개항기 역사의 태동지이자 근대사 유적이 밀집한 역사, 교육, 문화의 중심지이며, 자유공원, 신포시장, 신포문화의거리 등 경제 활동이 많은 상업중심지역으로 인천항을 통한 서해안 시대의 무한한 성장 잠재력을 지닌 지역이다.

## 연혁
- 1947년 4월 1일 : 사동ㆍ신생동 통합, 신포동ㆍ답동 통합
- 1955년 10월 1일 : 사동, 신생동, 신포동, 답동 통합
- 1977년 5월 10일 : 신포동사무소로 명칭 변경[2]
- 1998년 10월 10일 : 중앙동(법정동 21개동) 통합[3]

## 법정동
- 중앙동1,2,3,4가
- 해안동1,2,3,4가
- 관동1,2,3가
- 항동1,2,3,4,5,6가 전체 및 항동7가 일부
- 송학동1,2,3가
- 사동
- 신생동
- 신포동
- 답동

## 교육
- 신흥초등학교
- 인성초등학교
- 송도중학교
- 인성여자중학교
- 인천여자상업고등학교
- 인성여자고등학교

## 공공기관
- 인천남부교육청
- 중부소방서
- 국립인천검역소
- 인천지방해양수산청
- 법무부출입국관리사무소
- 인천세관
- 수의과학검역원인천지원
- 인천문화원

## 교통
- 항만 : 국제여객선제2터미널
- 철도 : 수도권 전철 수인·분당선 - 신포역
- 국도 : 국도 제42호선, 국도 제46호선, 국도 제77호선
- 국가지원지방도 : 국가지원지방도 제84호선, 국가지원지방도 제98호선

## 비고
1998년 10월 행정동 통폐합 및 개편 이래 인천광역시에서 가장 많은 법정동을 가지고 있는 것으로 보인다.